# The Gamers: Hands of Fate
The Gamers: Hands of Fate è un film del 2013 diretto da Matt Vancil. È il terzo film della Dead Gentleman Productions dopo The Gamers e The Gamers: Dorkness Rising, in particolare si propone come sequel del secondo episodio della serie, sebbene introduca diverse novità rispetto allo schema dei precedenti due film. Il film ha adottato il sistema di crowdfunding Kickstarter per richiedere 320000 dollari per essere prodotto, ottenendone 405916 dollari mediante 4311 donazioni.

## Trama
The Gamers: Hands of Fate inizia come il sequel di The Gamers: Dorkness Rising con il tipico, per questi film, alternarsi del piano narrativo del gioco, in cui gli attori recitano i personaggi da loro interpretati durante il gioco di ruolo (in questo film Pathfinder), con il piano narrativo della realtà, dove gli attori recitano i giocatori, seduti attorno a un tavolo in una sessione di gioco. La sessione termina bruscamente di fronte all'antagonista della storia, The Shadow e, a causa degli impegni di tutti i giocatori, la partita verrà procrastinata a lungo, nonostante la determinazione di Cass a proseguire.
La trama si sposta sulle vicende di Cass che conosce Natalie, una giocatrice al gioco di carte collezionabili Romance of the Nine Empires, e di come egli diventa a poco a poco un campione nel gioco di carte per stupire Natalie, di cui si innamora. Il gioco di carte collezionabili Romance of the Nine Empires, analogamente a Legend of the Five Rings segue, edizione dopo edizione, una trama scritta dai vincitori dei tornei più importanti: è così che tra i giocatori nascono delle alleanze per far prevalere la trama che maggiormente preferiscono e per far risultare vincitrice, nel gioco, la fazione cui parteggiano.
Le principali fazioni di giocatori corrispondono agli imperi del gioco: nel film vediamo Holden, la fazione di Natalie e con cui Cass si schiera gareggiare contro The Legacy, un'alleanza di giocatori che rappresenta l'impero di Ixhasa il cui obiettivo è eliminare le missioni dai meccanismi di vittoria del gioco, strategia su cui proprio i mazzi di Natalie e Cass si basano.
Il film si svolge durante la GenCon, una convention di giochi cui i protagonisti partecipano e durante la quale si può assistere al torneo nazionale di Romance of the Nine Empires. La trama è un susseguirsi di partite al gioco di carte, alternate, sul piano del gioco, alle vicende dei due eroi del gioco di carte presenti nel mazzo di Cass: Myriad e Dundareel e di come, aiutati da un genio, a poco a poco prendono consapevolezza di come le loro vicende siano un susseguirsi di partite, spesso uguali.
Il film si conclude con la vittoria della fazione di Natalie, Holden, grazie all'aiuto di "The Meach", un ottimo giocatore che, in semifinale con Cass, decide di concedergli la vittoria, a patto che, sconfiggendo The Legacy, lo nomini Monarca.
La trama della successiva edizione di Romance of the Nine Empires spiega proprio l'alleanza del re di Malchior (The Meach, nella realtà) con la regina di Holden.

## Curiosità
- The Shadow è l'antagonista del film di Matt Vancil The Gamers
- Il gioco di carte Romance of the Nine Empires è un gioco di carte collezionabili inventato, ispirato a Legend of the Five Rings. In seguito al successo del film la Alderac Entertainment Group, produttrice di Legend of the Five Rings ha deciso di produrre realmente Romance of the Nine Empires facendolo diventare un gioco reale.